# Cleora lanaris
Cleora lanaris är en fjärilsart som beskrevs av Butler 1886. Cleora lanaris ingår i släktet Cleora och familjen mätare. Inga underarter finns listade i Catalogue of Life.